# Macarena Reyes
Macarena Rocío Reyes Meneses (San Fernando, 30 marzo 1984) è una lunghista e multiplista cilena.

## Biografia
Reyes ha iniziato a praticare l'atletica leggera a 9 anni nella sua città natale, formandosi durante gli anni scolastici. A 14 anni è entrata nella Selección Chilena de Atletismo e nel 2001 ha partecipato ai Mondiali allievi in Ungheria. Concentrandosi principalmente nel salto in lungo, affiancato al multidisciplinare eptathlon femminile, ha partecipato a tutte le principali manifestazioni che coinvolgono l'America Latina, tra le quali si segnalano i successi nel 2013 ai Campionati sudamericani a Cartagena de Indias e le successive medaglie d'argento nel 2017 e di bronzo nel 2019. A livello mondiale ha preso parte ai Mondiali di Russia 2013, non andando oltre la fase di qualificazione.
Macarena Reyes detiene i record di salto in lungo cileni outdoor e indoor.

## Palmarès
| Anno | Manifestazione                   | Sede              | Evento         | Risultato | Prestazione | Note             |
| ---- | -------------------------------- | ----------------- | -------------- | --------- | ----------- | ---------------- |
| 2000 | Campionati sudamericani allievi  | Bogotà            | Salto in lungo | Argento   | 5,66 m      |                  |
| 2000 | Campionati sudamericani allievi  | Bogotà            | 100 m hs       | 6ª        | 14"84       |                  |
| 2001 | Mondiali allievi                 | Debrecen          | Salto in lungo | 21ª (q)   | 5,42 m      |                  |
| 2001 | Campionati sudamericani juniores | Santa Fe          | Salto in lungo | 8ª        | 5,45 m      |                  |
| 2002 | Campionati sudamericani juniores | Belém             | 4×100 m        | Bronzo    | 47"11       |                  |
| 2002 | Campionati sudamericani juniores | Belém             | Eptathlon      | Argento   | 4683 p.     |                  |
| 2003 | Campionati sudamericani          | Barquisimeto      | Salto in lungo | 4ª        | 5,82 m      |                  |
| 2003 | Campionati sudamericani          | Barquisimeto      | Salto triplo   | 8ª        | 12,42 m     |                  |
| 2003 | Campionati sudamericani          | Barquisimeto      | 4×400 m        | 5ª        | 3'45"72     |                  |
| 2003 | Campionati sudamericani juniores | Guayaquil         | Salto in lungo | Oro       | 6,10 m      |                  |
| 2003 | Campionati sudamericani juniores | Guayaquil         | Salto triplo   | Argento   | 12,64 m     |                  |
| 2003 | Campionati sudamericani juniores | Guayaquil         | 4×100 m        | Oro       | 46"54       |                  |
| 2003 | Campionati sudamericani juniores | Guayaquil         | 4×400 m        | 4ª        | 3'52"37     |                  |
| 2003 | Campionati panamericani juniores | Bridgetown        | Salto in lungo | 10ª       | 5,59 m      |                  |
| 2003 | Campionati panamericani juniores | Bridgetown        | Salto triplo   | dq        | dq          |                  |
| 2004 | Campionati sudamericani U23      | Barquisimeto      | Salto in lungo | 4ª        | 6,00 m      |                  |
| 2004 | Campionati sudamericani U23      | Barquisimeto      | Salto triplo   | 6ª        | 12,27 m     |                  |
| 2004 | Campionati ibero-americani       | Huelva            | Salto in lungo | 10ª       | 5,56 m      |                  |
| 2005 | Campionati sudamericani          | Cali              | Salto triplo   | 7ª        | 12,84 m     |                  |
| 2006 | Campionati sudamericani U23      | Buenos Aires      | Salto in lungo | 6ª        | 5,63 m      |                  |
| 2006 | Campionati sudamericani U23      | Buenos Aires      | Salto triplo   | 5ª        | 12,38 m     |                  |
| 2008 | Campionati ibero-americani       | Iquique           | Eptathlon      | Bronzo    | 5278 p.     |                  |
| 2009 | Giochi dell'ALBA                 | L'Avana           | Eptathlon      | Argento   | 5322 p.     |                  |
| 2009 | Campionati sudamericani          | Lima              | Eptathlon      | Argento   | 5360 p.     |                  |
| 2011 | Campionati sudamericani          | Buenos Aires      | Salto in lungo | 5ª        | 5,89 m      |                  |
| 2011 | Campionati sudamericani          | Buenos Aires      | Eptathlon      | dnf       | dnf         |                  |
| 2011 | Universiadi                      | Shenzen           | Salto in lungo | 22ª (q)   | 5,82 m      |                  |
| 2011 | Universiadi                      | Shenzen           | Eptathlon      | dnf       | dnf         |                  |
| 2012 | Campionati ibero-americani       | Barquisimeto      | Salto in lungo | Argento   | 6,14 m      |                  |
| 2013 | Campionati sudamericani          | Cartagena         | Salto in lungo | Oro       | 6,54 m      |                  |
| 2013 | Mondiali                         | Mosca             | Salto in lungo | 29ª (q)   | 5,93 m      |                  |
| 2014 | Giochi sudamericani              | Santiago del Cile | Salto in lungo | 4ª        | 5,97 m      |                  |
| 2015 | Campionati sudamericani          | Lima              | Salto in lungo | 5ª        | 6,15 m      |                  |
| 2015 | Giochi panamericani              | Toronto           | Salto in lungo | 13ª       | 5,99 m      |                  |
| 2016 | Campionati ibero-americani       | Rio de Janeiro    | Salto in lungo | 5ª        | 5,96 m      |                  |
| 2017 | Campionati sudamericani          | Asunción          | Salto in lungo | Argento   | 6,51 m      |                  |
| 2017 | Giochi bolivariani               | Santa Marta       | Salto in lungo | Argento   | 6,34 m      |                  |
| 2018 | Giochi sudamericani              | Cochabamba        | Salto in lungo | 5ª        | 6,53 m      |                  |
| 2019 | Campionati sudamericani          | Lima              | Salto in lungo | Bronzo    | 6,36 m      |                  |
| 2019 | Giochi panamericani              | Lima              | Salto in lungo | 13ª       | 6,14 m      |                  |
| 2020 | Campionati sudamericani indoor   | Cochabamba        | Salto in lungo | 4ª        | 6,27 m      | Record nazionale |
| 2021 | Campionati sudamericani          | Guayaquil         | Salto in lungo | 6ª        | 6,28 m      |                  |